# Dorothea von Philipsborn
Dorothea Luise Mathilde Auguste von Philipsborn (* 20. Mai 1894 in Strehlitz bei Groß Merzdorf, Schlesien; † 31. August 1971 in Weißwasser) war eine deutsche Bildhauerin und Malerin. Sie gehört in der Lausitz zu den wichtigsten, den öffentlichen Raum prägenden Künstlerinnen des 20. Jahrhunderts. Von Philipsborn schuf zahlreiche sakrale Kunstwerke und Kleinplastiken aus Gips, Bronze, Zinn und Holz. Sie selbst bezeichnete ihre Kunst als „Figürlichen Realismus“.

## Leben
Ihre Eltern waren die Gutsbesitzerin Marie Heyder-Klemzig (1859–1915) und der preußische Rittmeister a. D. Adolf von Philipsborn (1852–1916), welcher mit Strehlitz, dem Geburtsort von Dorothea, auch ein Rittergut besaß. Dorothea von Philipsborn absolvierte zunächst ein Studium an der Akademie der Künste in Breslau bei Paul Schulz, danach in der Kunstakademie Dresden bei Peter Pöppelmann. In der Zeit des Nationalsozialismus war sie Mitglied der Reichskammer der bildenden Künste. Für diese Zeit ist ihre Teilnahme an 14 Ausstellungen sicher belegt, darunter 1938, 1940, 1943 und 1944 die Großen Deutschen Kunstausstellungen in München.
Durch den Tod ihrer Eltern erbte Dorothea von Philipsborn den Gutshof (ihre beiden Brüder waren seit dem Krieg verschollen) und führte dort ein geselliges Leben: „Nebst der dazu geladenen Nachbarschaft war ein enger Freundeskreis fester Bestandteil: der Kunsthistoriker und Schriftsteller Karl Ludwig Skutsch (1905-1958), der 1946 erster künstlerischer Leiter des Berliner Hauses am Waldsee wurde. Dazu der Hamburger Dichter Jens Heimreich (1912-1944) und der aus dem Baltikum stammende Joachim von Helmersen (1905-1937), der ebenso als Dichter und Schriftsteller wirkte. […] Auch Musiker und Sänger trafen sich dort, so war zum Beispiel die berühmte Dresdner Opernsängerin Liesel Schuch-Ganzel (1891-1990) zu Gast, die ihre Stücke dort einstudierte und sicher auch vortrug.“
Nach ihrer 1946 erfolgten Flucht vom Gut Strehlitz in Schlesien kam sie nach Trebendorf. Sie richtete 1951 in Weißwasser ein Atelier im ehemaligen Porzellanwerk ein und lebte ab 1953 bis zu ihrem Tod auch in Weißwasser. Von Philipsborn war adliger Abstammung und verleugnete auch in der DDR nie ihre christliche und schlesische Herkunft. Sie war Mitglied im 1950 gegründeten Verband Bildender Künstler und unter anderem 1958/1959 und 1962/1963 auf der Vierten und Fünften Deutschen Kunstausstellungen in Dresden vertreten. 1960 hatte sie Ausstellungen in China und im Irak.

## Ehrungen (Auswahl)
- Preis für Kleinplastik (1959), Laudatio von Fritz Cremer
- Carl-Blechen-Preis 1. Klasse (1964)[5]

## Werke (Auswahl)
Zumindest einen Teil ihrer Werke signierte sie mit einem P, dessen Fuß in einem V steht und somit eine nach unten zeigende Pfeilspitze bildet.
- Ölgemälde Malerin mit Hut (1912)
- Relief Wickelkind in Weißwasser

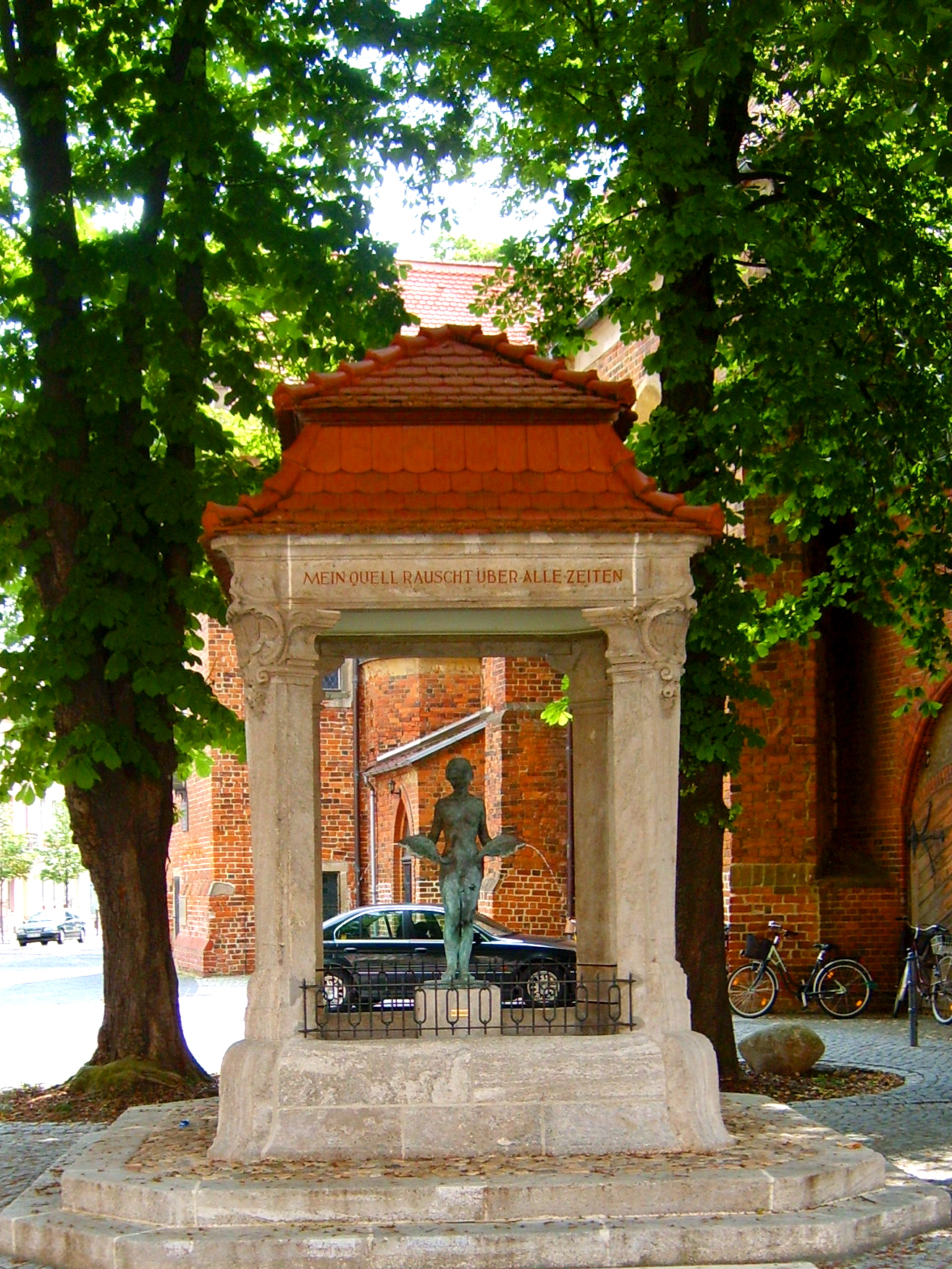
Der Denkmalsbrunnen in Bad Liebenwerda

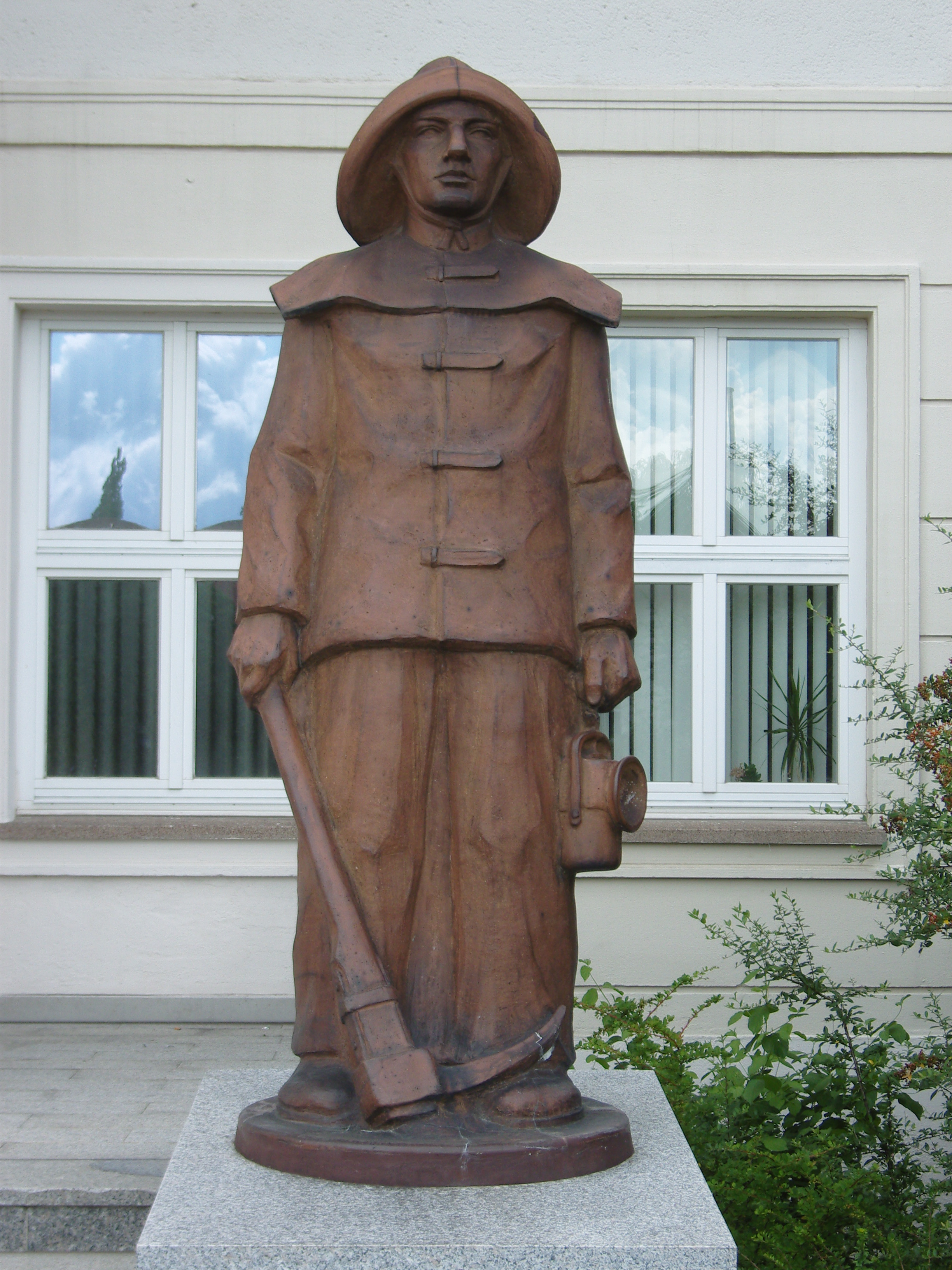
Bergmann vor der Hochschule Lausitz in Senftenberg

- Oberschlesiendenkmal in Schweidnitz (1922)
- Kinderplastiken am Planschbecken in Zgorzelec (1925)
- Kriegerdenkmal (1936)
- Büste Stefan George (Bronze; ausgestellt 1938 auf der Großen Deutschen Kunstausstellung)[6]
- Standbild der Heiligen Barbara
- Büste Gerhart Hauptmann in Leipzig (1947)
- Büste Wilhelm Pieck in Leipzig (1947)
- Skulptur Bergmann in Senftenberg (1953)
- Bronzeskulptur des Hirtenmädchens Barbara im Denkmalsbrunnen in Bad Liebenwerda (1956)
- Keramikbrunnen in der Berliner Straße, Cottbus[7]
- Plastik Seelöwen in Weißwasser
- Plastik Ziegen (Zickelgruppe, 1960) in Weißwasser
- Bronzeplastik Die Kesse in Weißwasser (1960)
- Bronzeplastik Spielende Kinder, Cottbus
- Bronzeplastik Brunnenmädchen, Dornburg/Saale[8]
- Bronzeplastik Ziegengruppe im Zoo Hoyerswerda[9]
- Bronzekleinplastik Liegender weiblicher Akt mit Tuch,[10] im Glasmuseum Weißwasser[1]
- Holzplastik Christus am Kreuz in der Schleifer Kirche[11] (1948)
- Kleinplastik Liegendes Paar
- Marmorplastik Die Trauernde in Schweidnitz (1927)
- Steinzeugton-Plastik eines Seelöwen in Weißwasser (1953)
- Plastik Säuglingsschwester mit Kindern in der Thiemstraße in Cottbus[12]
- Steinzeugplastik Mädchen mit Hund in Hoyerswerda (1965)

## Preise (Auswahl)
- Preis für Kleinplastik (1959), Laudatio von Fritz Cremer
- Carl-Blechen-Preis 1. Klasse (1964)[5]

## Postume Ausstellungen (mutmaßlich unvollständig)
- 2019/2020: Wrocław, Nationalmuseum Breslau ("Breslau in Stein gemeiselt". Erste monografische Präsentation Breslauer Skulpturen der ersten Hälfte des 20. Jahrhunderts.)[13]